# Beutekunst (Zweiter Weltkrieg)

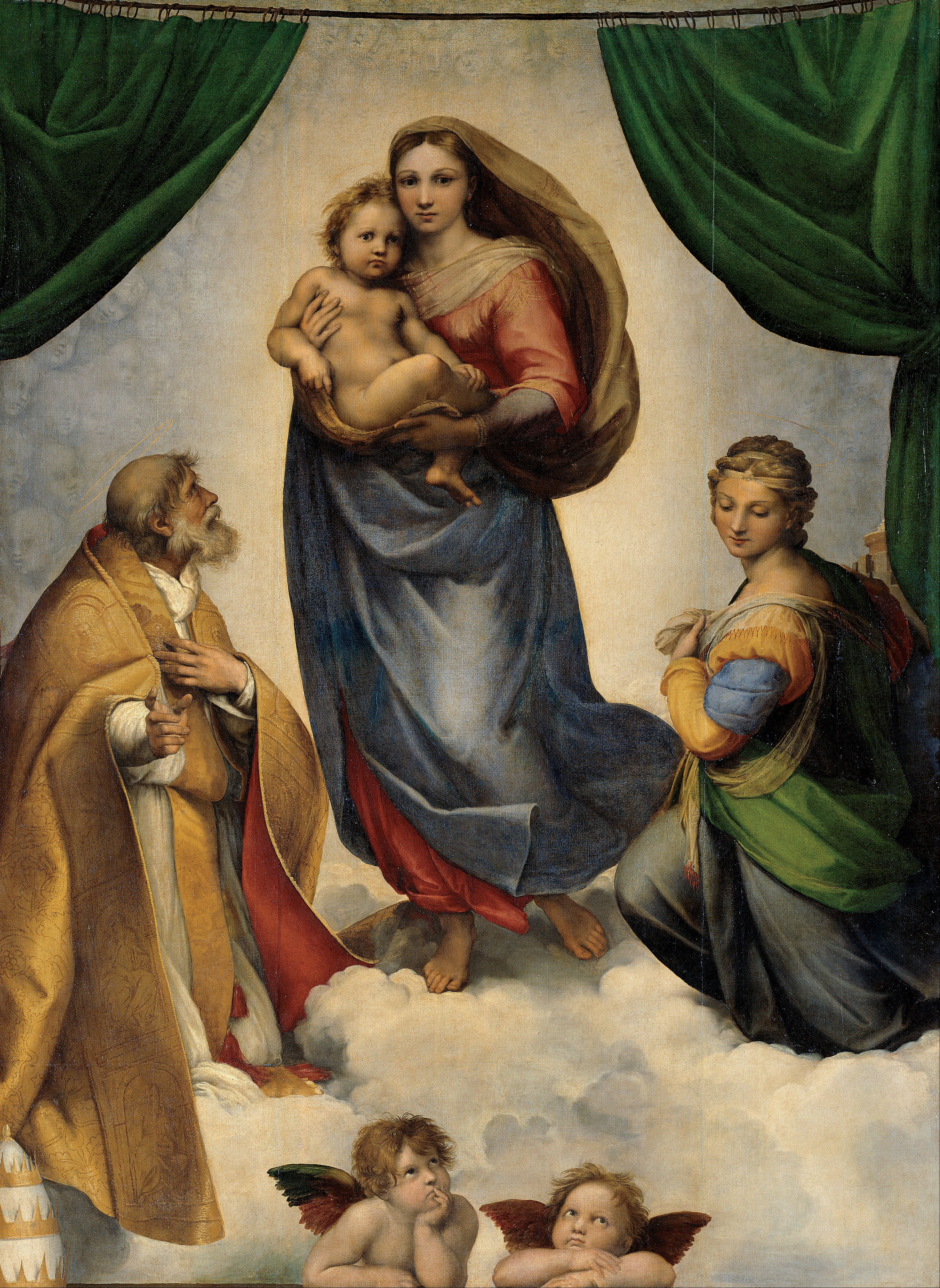
Von der Roten Armee erbeutet und von 1945 bis 1955 in Moskau: Raffaels Sixtinische Madonna aus der Dresdner Galerie der Alten Meister

Beutekunst sind während des Zweiten Weltkriegs „kriegsbedingt verbrachte und verlagerte Kulturgüter“. Gemeint sind vor allem die durch
deutsche Stellen im Zuge der militärischen Vorstöße der Wehrmacht  außerhalb des Reichsgebiets als Kriegsbeute konfiszierten Kunstobjekte.
„NS-Raubkunst“ bezeichnet dagegen alle Kunstobjekte und Immobilien, die bereits vor Kriegsausbruch unrechtmäßig oder auf moralisch fragwürdige Weise von den Nationalsozialisten erworben wurden („dienstlich“ oder „privat“) und deren Vorbesitzer zumeist jüdische Verfolgte des NS-Regimes waren („NS-verfolgungsbedingt entzogene Kulturgüter“).

## NS-Beutekunst
Von 1939 bis 1944 plünderten nationalsozialistische Organisationen Schlösser, Bibliotheken, Museen und Privatsammlungen in den von der deutschen Wehrmacht besetzten Gebieten. Insbesondere der Einsatzstab Reichsleiter Rosenberg, unter Alfred Rosenberg, das Sonderkommando Künsberg und die Forschungs- und Lehrgemeinschaft Ahnenerbe, die Heinrich Himmler unterstand, konkurrierten beim Aufspüren und Abtransport von Kunstwerken und Archiven.
Die erbeuteten Kunstgegenstände sollten zum Teil in einem zu gründenden „Führermuseum“ in Linz ausgestellt, die geraubten Bibliotheken der weltanschaulichen Forschung und Lehre zugeführt werden. Zur Devisenbeschaffung wurden Teile der Beutekunst auf dem internationalen Kunstmarkt, insbesondere über die Schweiz, angeboten. Ein nicht unbeträchtlicher Teil wertvoller Kunstwerke fand den Weg in die Privatsammlung von Hermann Göring.
In den Jahren 1943 bis 1948 befanden sich wesentliche Teile der von nationalsozialistischen Organisationen geraubten Beutekunst aus ganz Europa in dem Bergungsort Salzbergwerk Altaussee bei Altaussee im Bezirk Liezen in der Steiermark. Sie wurden ab 1945 von den Alliierten in Lastwagen zu der zentralen Sammelstelle (Central Collecting Point) in München gebracht, die sich im Führerbau und im Verwaltungsbau der NSDAP befand.
Große Teile der Privatsammlung von Hermann Göring blieben bis kurz vor Kriegsende in den Repräsentationsräumen seiner Residenz Carinhall in der Schorfheide nordwestlich von Berlin. Im Januar 1945 ließ Göring die Kunstsammlung in Sonderzügen nach Berchtesgaden bringen und dort in Stollen unterstellen. Die Kunstschätze wurden danach ausgeladen und in Luftschutzbunker gebracht; ein Teil der Gemälde und Tapisserien wurde in den letzten Kriegstagen aus den Zügen von Plünderern gestohlen.

### Frankreich
Nach der Kapitulation Frankreichs gab Adolf Hitler am 30. Juni 1940 den Befehl, Kunstwerke des französischen Staates und von Privatpersonen, insbesondere von Juden, sicherzustellen. Drei Institutionen wurden diesbezüglich aktiv: der Kunstschutz der Wehrmacht, vom Kunsthistoriker Franz Wolff-Metternich (1893–1978) geleitet, die deutsche Botschaft in Paris, namentlich der Botschafter Otto Abetz, der durch Außenminister Joachim von Ribbentrop beauftragt war, und der Einsatzstab Reichsleiter Rosenberg (ERR). So kam es bei den weitreichenden und umfangreichen Beschlagnahmen in Frankreich zu Konkurrenzen zwischen den verschiedenen Verantwortlichen. Wolff-Metternich, der seine Aufgabe des Kunstschutzes ernst nahm, wies mehrfach darauf hin, dass die Konfiskation gegen die Haager Konvention verstoße. Er wurde 1942 von Hitler beurlaubt und im Oktober 1943 entlassen. Der Einsatzstab Reichsleiter Rosenberg wies die Gültigkeit der Haager Landkriegsordnung von 1907, nach der das Privateigentum geschützt ist, mit der Begründung zurück, dass dies nicht für Juden und ihre Güter gelte.
Vor dem Krieg befand sich ein großer Teil des französischen Kunstbesitzes in Sammlungen und Kunsthandlungen jüdischer Familien, wie der Rothschilds und der Brüder Bernheim-Jeune, Levy de Benzion (1873–1943), Alphonse Kann, David David-Weill, Marguerite Stern, Alphonse Schloss, Georges Wildenstein und Paul Rosenberg. Viele von ihnen waren vor dem Einmarsch der Deutschen geflohen, mussten aber ihre Sammlungen zurücklassen. Von Juli bis September 1940 konfiszierte der Botschafter Abetz vor allem die Kunstschätze des französischen Staates und der Museen, aber auch von jüdischen Bürgern. Ab November 1940 wurden die Galerien, Wohnungen, Lagerhäuser und Kunstdepots „begüterter französischer Juden“ vom Einsatzstab Rosenberg systematisch durchsucht.
Insgesamt beschlagnahmte der Einsatzstab in Frankreich über 21.000 Kunstobjekte.
Dank des persönlichen Einsatzes von Rose Valland wurden die gestohlenen Objekte inventarisiert. Darum war im Falle von Frankreich die Beschlagnahme von 21.902 Kunstobjekten aus 203 Kunstsammlungen rekonstruierbar. Der Wert der bis zum März 1941 zusammengetragenen Kunstwerke wurde von der Berliner Leitung des Einsatzstabes Reichsleiter Rosenberg auf mehr als eine Milliarde Reichsmark geschätzt. Zwischen April 1941 und Juli 1944 wurden durch den Einsatzstab Rosenberg 4.174 Kisten Kulturgüter in 29 Sendungen nach Deutschland geschickt. Darüber hinaus wurden in einer „Aktion M“ aus vormals jüdischem Besitz Möbel und Hausrat geplündert: so wurden aus 71.619 Wohnungen mehr als eine Million Kubikmeter Güter in 29.436 Eisenbahnwagen von Frankreich nach Deutschland geschafft.
Nach einem Führerbefehl vom 18. November 1940 standen die konfiszierten Kunstwerke Hitler für dessen Sonderauftrag Linz zur Verfügung. Sie wurden in den Schlössern Neuschwanstein, Chiemsee, Buxheim (Bayern), Kogl im Attergau und Seisenegg (Österreich) und Nikolsburg (Tschechoslowakei) deponiert.
Götz Aly beschreibt 2013 eine andere Variante des Kunstraubs am Beispiel von Walter Bornheim, München. Dabei wurden Kunstwerke mit französischen Devisen „erworben“, die durch Buchungstricks der Reichsbank über die Reichskreditkasse Paris direkt dem besetzten Staat in Rechnung gestellt wurden.

## Raub polnischer Kulturgüter während des Zweiten Weltkriegs
Die deutsche Besatzung Polens ab 1939 war von einer gezielten, systematischen Plünderung des polnischen Kulturerbes begleitet. Diese Raubzüge verfolgten nicht nur wirtschaftliche oder sammlerische Zwecke, sondern waren Teil einer umfassenden Strategie zur Zerstörung der polnischen nationalen Identität.
Unmittelbar nach dem Überfall auf Polen begannen deutsche Spezialkommandos wie der Einsatzstab Reichsleiter Rosenberg (ERR), das Sonderkommando Mühlmann oder das Kommando Paulsen mit der Konfiszierung von Kulturgütern. Beschlagnahmt wurden Kunstwerke, Manuskripte, Bücher, Archivbestände und liturgische Objekte aus Museen, Kirchen, Bibliotheken sowie aus privaten Sammlungen.
Die Aktion betraf sowohl die von Deutschland annektierten Gebiete als auch das Generalgouvernement. Eine zentrale Rolle spielte dabei Kajetan Mühlmann, der im Auftrag Hermann Görings den Kunstraub koordinierte.
Nach konservativen Schätzungen verlor Polen infolge der deutschen Besatzung über 516.000 Kunst- und Kulturobjekte, darunter etwa 11.000 Werke polnischer Künstler, 2.800 Gemälde europäischer Meister, über 1.400 Skulpturen, rund 75.000 Manuskripte, 25.000 Karten sowie Millionen Bücher, Inkunabeln und historische Dokumente.
Zu den prominentesten Fällen zählt der Raub des Altars von Veit Stoß aus der Krakauer Marienkirche, Leonardo da Vincis „Dame mit Hermelin“ sowie Raffaels „Porträt eines Jünglings“.
Auch Bibliotheken wurden systematisch zerstört oder geplündert: Allein die Nationalbibliothek in Warschau verlor etwa 800.000 Bände, darunter Tausende unersetzliche Handschriften.
Nach dem Krieg veröffentlichte das polnische Kulturministerium Kataloge mit Verlusten und erstellte später eine Online-Datenbank, um geraubte Objekte aufzuspüren und Rückgabeverfahren zu initiieren. Trotz intensiver Bemühungen gelten viele der verschollenen Kulturgüter bis heute als nicht zurückgegeben oder ungeklärt.

### Rückführungen nach Kriegsende
Von 1945 an wurde die Beutekunst von den Alliierten aus den Bergungsorten zu verschiedenen zentralen Sammelstellen („Central Collecting Point“) in München, Wiesbaden und Marburg gebracht, fotografiert, katalogisiert, auf ihre Herkunft überprüft und an die rechtmäßigen Besitzer zurückgegeben. 1949 stellte der Collecting Point seine Tätigkeit ein und übertrug seine Aufgaben dem Deutschen Restitutionsausschuss. 1952 wurde dieser von der Deutschen Treuhandverwaltung für Kulturgut, die dem Auswärtigen Amt angegliedert war, abgelöst.
Am 1. Januar 1963 übernahm die Oberfinanzdirektion München sämtliche Unterlagen und die noch vorhandenen Kunstgegenstände. Nach Art. 134 Abs. 1 GG wird die Bundesrepublik Eigentümerin der restlichen 3.500 Inventarnummern, die aber eine weitaus größere Zahl von Objekten erfassen. Unterlagen und Akten, die über die Herkunft der Kunstwerke Auskunft geben können, befinden sich im Bundesarchiv in Koblenz.
In deutschen Archiven, Kultureinrichtungen und Museen befinden sich noch immer unrechtmäßig während der NS-Zeit angeeignete Kulturgüter, vor allem aus vormals jüdischem Besitz. Nach Schätzung des Beutekunst-Forschers Günter Wermusch wurden von den Nationalsozialisten drei bis fünf Millionen Kunstgegenstände in den eroberten Gebieten entwendet. Bis Mitte der 1960er Jahre wurden etwa 80 Prozent der Kunstwerke zurückgegeben. Danach kam es nur noch zu vereinzelten Rückgaben. Wenn man von den unteren Zahlen ausgeht, bedeutet dies, dass 500.000 Kunstwerke (noch) nicht an die Eigentümer beziehungsweise deren Erben zurückgegeben worden sind. Diese Zahlen betreffen die Konfiszierungen aus den besetzten Gebieten. Hinzu kommt die Zahl der nunmehr unter Raubkunst subsumierten innerdeutschen „Arisierung“ jüdischen Besitzes sowie die Beschlagnahme aus Öffentlichen Sammlungen im Verlauf der Aktion „Entartete Kunst“.
Die Bundesrepublik Deutschland hat sich 1998 in der Washingtoner Erklärung (s. u.) zur Rückerstattung von Kunstwerken bereit erklärt, auch wenn keine internationale oder zivilrechtliche Verpflichtung dazu besteht.

### Restitution durch Österreich
Nach Ende des Zweiten Weltkriegs befanden sich zahlreiche Kunstwerke in Besitz von österreichischen Sammlungen und Museen. Rückforderungen von Opfern oder deren Erben und Rechtsnachfolgern wurden von den Kunstinhabern, zumeist staatliche Museen oder Sammlungen, jahrzehntelang abgewiesen oder ignoriert, Klagen wurden von der Verteidigung, der Republik Österreich in die Länge gezogen und zumeist ergebnislos abgebrochen oder abgewiesen. Erst 1998 wurde ein eigenes Gesetz, das die Rückgabe von enteigneter Kunst an ihre rechtmäßigen Besitzer oder Erben ermöglichen soll, geschaffen: Das Restitutionsgesetz.
Doch auch seither läuft die Rückgabe zumeist nicht reibungslos ab. Ein besonders hartnäckiger Fall ist beispielsweise jener von Egon Schieles Bildnis Wally. Das in Besitz des österreichischen Kunstsammlers Rudolf Leopold befindliche Gemälde wurde 1998 an einer Ausstellung in New York beschlagnahmt, der Prozess dauerte auch im März 2008 noch an und kostete bislang 2,9 Millionen Euro. 2008 zeigten sich bei einer Ausstellung von Bildern Albin Egger-Lienz’ im Wiener Leopold Museum erneut Schwachstellen im Restitutionsgesetz. 14 Gemälde stehen hierbei in Verdacht, NS-Raubkunst zu sein. Bei einigen ist die Herkunft durch NS-Enteignung aus jüdischem Besitz nachgewiesen (etwa „Waldinneres“, 1939 dem Ehepaar Georg und Erna Duschinsky von der Gestapo abgenommen), doch da sich die Gemälde mittlerweile im Besitz einer privaten Stiftung befinden, greift das Gesetz nicht. Der Fall führte zu großem medialen Echo, nachdem der Sammler Rudolf Leopold jegliche Schuld von sich wies und die Israelitische Kultusgemeinde von einer „Verhöhnung der NS-Opfer“ sprach und die Schließung des Leopold-Museums forderte.

## Beutekunst der Alliierten

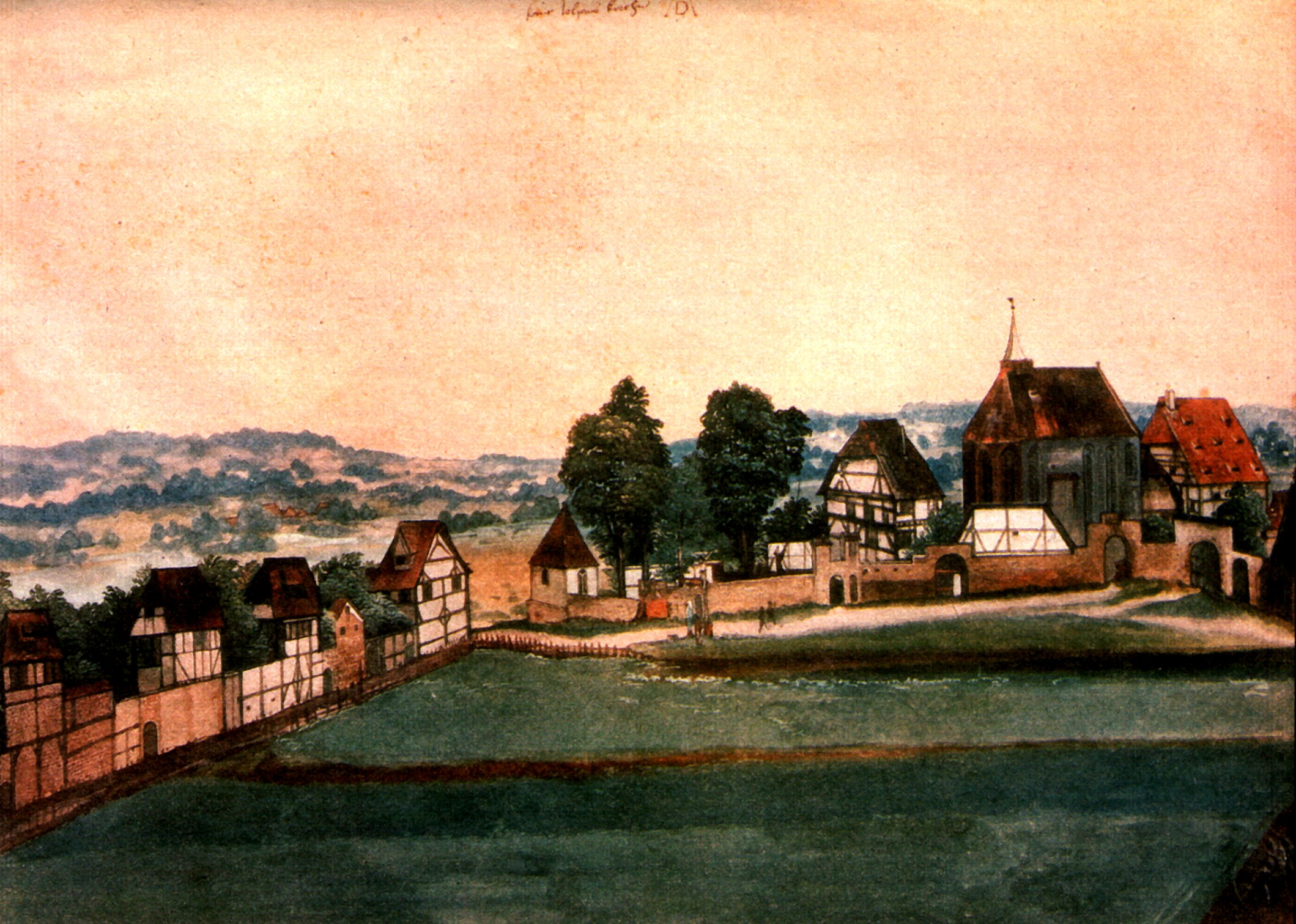
Johannisfriedhof in Nürnberg, Aquarell von Albrecht Dürer, Kunsthalle Bremen, als Beispiel für Beutekunst der Alliierten

### USA
Sol Chaneles, ein 1990 verstorbener Kunstraubforscher und Professor für Kriminalrecht der Rutgers University, New Jersey, berichtete über ein großes mit deutschem Kulturgut vollgestopftes Transportflugzeug, das im Sommer 1945 von München in die USA geflogen sei – was daraus geworden ist, ist bis heute ungeklärt. Chaneles berichtete ebenfalls von dem Verschwinden der Sammlung Schloss, einer Sammlung niederländischer Meister des 17. Jahrhunderts, deren Bestände angeblich nun nach einem wahren Irrweg zwischen Vichy-Frankreich und den Nationalsozialisten im Depot der National Gallery in Washington liegen sollen. In anderen Punkten gilt Chaneles Urteil über den Misserfolg der US-amerikanischen Bemühungen, so genannte Nazibeutekunst ihren rechtmäßigen Eigentümern zurückzugeben, als überzogen. In weiteren Fällen war gerade er es, der die Begleitumstände um den Erwerb von Kunstwerken aus ehemaligem jüdischen Besitz in amerikanischen Sammlungen aufdeckte. Mehrfach kam es vor, dass alliierte Soldaten persönlich sich an Stücken bereicherten oder sie als „Souvenir“ mitnahmen.

### Russland

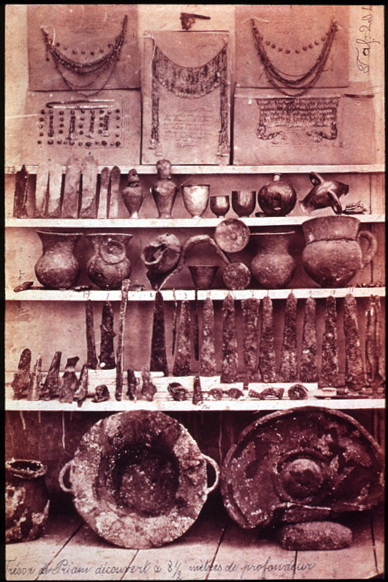
Schatz des Priamos

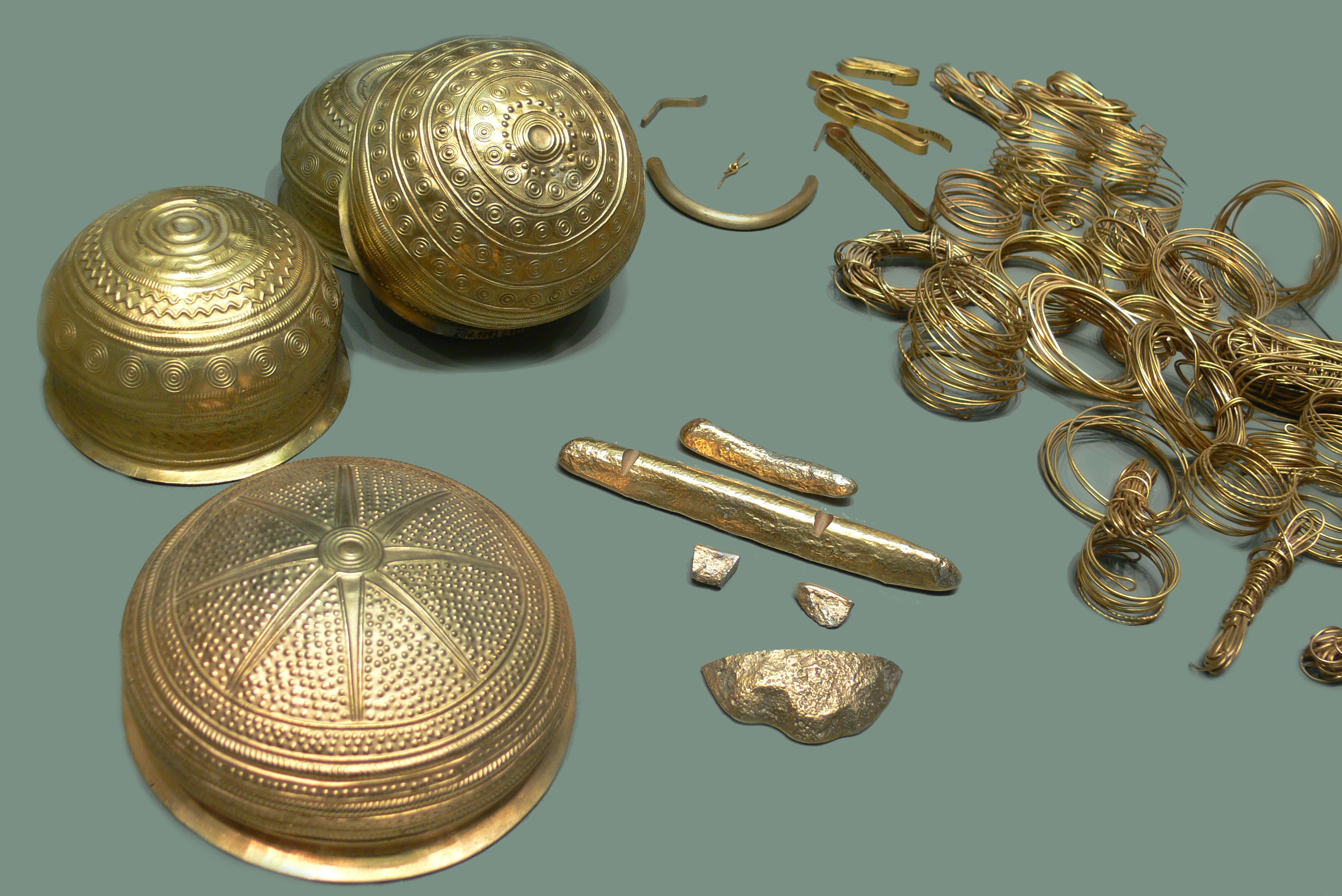
Der bronzezeitliche Goldschatz von Eberswalde, heute als Beutekunst in Moskau (Foto einer Nachbildung)

Von 1945 bis 1947 wurden in der sowjetisch besetzten Zone Deutschlands durch sowjetische „Trophäenkommissionen“ zahlreiche deutsche Kulturgüter beschlagnahmt und in die Sowjetunion verbracht. Zwar wurden 1955 die in der Sowjetunion gelagerten Bilder der Dresdner Gemäldegalerie zurückgegeben, doch erst 1992 hob die russische Regierung die jahrzehntelange strenge Geheimhaltung der in geheimen Magazinen versteckten Beutekunst-Bestände auf. In einem deutsch-russischen Vertrag wurde vereinbart, „unrechtmäßig verbrachte Kulturgüter an den Eigentümer“ zurückzugeben.
In der Folgezeit führte in Russland die Behandlung des Beutekunst-Problems zu massiven innenpolitischen Auseinandersetzungen. Mehrfach erklärte die Duma gegen den Widerstand von Präsident Boris Jelzin die Beutekunst zum ständigen Eigentum Russlands. Die Beutekunstfrage gilt als ein wesentliches, derzeit noch immer ungelöstes Problem in den deutsch-russischen Beziehungen.
In den 1990er Jahren gingen das Puschkin-Museum und das Historische Museum in Moskau sowie die Eremitage in Sankt Petersburg dazu über, Beutekunst-Bestände aus den Geheimlagern herauszuholen und in Ausstellungen öffentlich zu zeigen. So zeigte 1995 die Eremitage französische Gemälde des 19. Jahrhunderts aus den Sammlungen von Friedrich Carl Siemens (1877–1952), Eduard von der Heydt, Alice Meyer (Witwe von Eduard Lorenz Lorenz-Meyer), Otto Gerstenberg, Otto Krebs, Bernhard Koehler und Monica Sachse (Witwe von Paul Sachse). Ein Jahr später folgte dort die Ausstellung mit Meisterzeichnungen aus deutschen Privatsammlungen. 1996 zeigte das Puschkin-Museum den so genannten Schatz des Priamos und 2007 die merowingerzeitlichen Funde aus dem Berliner Museum für Vor- und Frühgeschichte, darunter die Schwertscheide von Gutenstein. Weitere bedeutende Objekte der Beutekunst in Russland sind umfangreiche Bestände der Kunsthalle Bremen (u. a. die so genannte Baldin-Sammlung), umfangreiche Bestände der Ostasiatischen Sammlung des Museums für Asiatische Kunst in Berlin, die Nachlässe von Ferdinand Lassalle und Walther Rathenau, Bestände der Gothaer Bibliothek und der fürstlichen Bibliothek in Wernigerode sowie die Rüstkammer der Wartburg. 2008 wurde bekannt, dass im Museum der ukrainischen Stadt Simferopol 87 Gemälde des Suermondt-Ludwig-Museums Aachen ausgestellt werden, die bis 2005 als verschollen galten.
Der bronzezeitliche Eberswalder Goldschatz wurde 2013 im Rahmen der Ausstellung „Bronzezeit – Europa ohne Grenzen“ in Sankt Petersburg gezeigt. In einer kurzen Rede anlässlich der Eröffnung der Ausstellung am 21. Juni 2013 forderte die deutsche Bundeskanzlerin Angela Merkel die russische Regierung dazu auf, die geraubten deutschen Kulturgüter zurückzugeben.
2016 wurden 59 Statuen, die ehemals im Bode-Museum in Berlin standen, im Puschkin-Museum in Moskau wiedergefunden.

### Polen
Als Berlinka (polnisch für „aus Berlin stammend“), auch Pruski skarb („Preußenschatz“) wird in Polen die umfangreichste Sammlung deutscher Kulturgüter u. a. aus kostbaren Originalhandschriften, darunter Briefe von Johann Wolfgang von Goethe und Ludwig van Beethoven bezeichnet, welche sich heute in polnischem Besitz befindet. Nachdem diese am Ende des Zweiten Weltkrieges aus der Preußischen Staatsbibliothek zu Berlin in ein schlesisches Kloster ausgelagert worden waren, wurden sie im Frühjahr 1945 von dort abtransportiert. Über vier Jahrzehnte galten sie als Kriegsverlust. Spezialisten bewahrten die Bestände vor einem möglichen Verfall, heute werden sie in der Jagiellonenbibliothek in Krakau verwahrt. Das Polnische Luftfahrtmuseum Krakau zählt zu seinen Schätzen auch Stücke aus der ehemaligen „Göring-Sammlung“. Daneben gibt aber auch die Silberbibliothek aus Königsberg. Nach Kriegsende brachen mehrere russische, litauische, mindestens eine weißrussische und auch verschiedene polnische Expertenkommissionen nach Ostpreußen auf, um nach Buch- und Kunstschätzen zu suchen. Lange galten sie als verschollen und wurde in Thorn vermutet. Am 8. Dezember 2016 lud die Brandenburgische Gesellschaft für Kultur und Geschichte im Haus der Brandenburgisch-Preußischen Geschichte gemeinsam mit der Nikolaus-Kopernikus-Universität in Thorn zu einem zweisprachigen, deutsch-polnischen Kolloquium zum Thema Konfessionelle Hofkultur Europas ein. In diesem Zusammenhang wurde ein Band präsentiert. Auch wurde der Besitz von weiteren 15 Bänden in Polen eingeräumt. Zwölf Bände befinden sich heute in der Universitätsbibliothek der Nikolaus-Kopernikus-Universität Toruń (Thorn) und drei Bände in der Nationalbibliothek in Warschau.

### Provenienzforschung
Die so genannte Washingtoner Erklärung (Washington Principles) vom 3. Dezember 1998 – eigentlich „Grundsätze der Washingtoner Konferenz in Bezug auf Kunstwerke, die von den Nationalsozialisten beschlagnahmt wurden“ – ist eine die Unterzeichnerstaaten rechtlich nicht bindende Übereinkunft, um die während der Zeit des Nationalsozialismus beschlagnahmten Kunstwerke zu identifizieren, deren Vorkriegseigentümer oder Erben ausfindig zu machen und eine „gerechte und faire Lösung“ zu finden. In Deutschland war bereits 1994 die Koordinierungsstelle für Kulturgutverluste in Bremen gegründet worden, die im Jahre 1998 eine erweiterte Zuständigkeit erhielt und nach Magdeburg verlegt wurde.

### Rückführung nach Kriegsende
Zahlreiche Kunstwerke wurden von der sowjetischen Regierung an die DDR zurückgegeben. „Die schlafende Spinnerin“ von Julius Troschel kam bereits 1958 in die Alte Nationalgalerie im damaligen Ost-Berlin.